# Fabolous
John David Jackson (nascido em 18 de novembro de 1977), conhecido profissionalmente como Fabolous, é um rapper americano do Brooklyn, Nova York. A carreira de Jackson começou quando ele estava no último ano do ensino médio e acabou tocando ao vivo no programa de rádio do produtor musical americano e DJ Clue, e depois no Hot 97'. Jackson foi depois contratado por DJ Clue em sua gravadora Desert Storm, e mais tarde conseguiu um contrato de distribuição com a Elektra Records. O primeiro lançamento de Fabolous, Ghetto Fabolous de 2001, gerou os singles de sucesso "Can't Deny It" e " Young'n (Holla Back)", que levou Jackson a fama. Seu segundo lançamento foi Street Dreams de 2003, que teve os singles "Can't Let You Go" , " Into You " e "Trade It All (Part 2)".
Em 2004, Jackson assinou contrato com a Atlantic Records, depois de deixar a Elektra Records, onde ele lançou Real Talk ainda em 2004, seu primeiro e único álbum sob o Atlantic Records. Em 2006, Jackson deixou o contrato com a Atlantic e assinou oficialmente com a Def Jam Recordings.

## Biografia
Fabolous nasceu em 18 de novembro de 1977 e é descendente de dominicanos e afro-americanos. Ele cresceu em Brevoort Houses, no bairro de Bedford-Stuyvesant, no Brooklyn, na cidade de Nova York.

## Discografia

### Álbuns
- Ghetto Fabolous (2001)
- Street Dreams (2003)
- Real Talk (2004)
- From Nothin' to Somethin (2007)
- Loso's Way (2009)
- The Young OG Project (2014)
- Summertime Shootout 3: Coldest Summer Ever (2019)

#### Mixtapes
- 2003 Street Dreams Pt. 2 #28 US, (venda: 250,000 copias)
- 2005 My Life Is Fabolous
- 2005 Real Talk: The Mixtape (Nothing But The Freestyles)
- 2005 Inventing the Remix
- 2006 Loso's Way - Rise to Power
- 2010 There Is No Competition
- 2011 The Soul Tape

## Singles
- 2001 "Can't Deny It" (com Nate Dogg)
- 2001 "Young'n (Holla Back)"
- 2002 "Trade It All Pt. 2" (com Jagged Edge & P.Diddy)
- 2002 "This Is My Party"
- 2003 "Make U Mine" (com Mike Shorey)
- 2003 "Into You" (com Tamia)
- 2003  "badaboom(B2k)
- 2003 "Can't Let You Go" (com Lil' Mo & Mike Shorey)
- 2004 "Breathe "
- 2004   "Ghetto" (com Thara)
- 2005 "Baby" (com Mike Shorey)
- 2005 "Dale Don Dale" (com Don Omar & Swizz Beatz)
- 2007 "Diamonds" (com Lil' Wayne e Young Jeezy)
- 2007 "Make Me Better" (com Ne-Yo)
- 2007 "Baby Don't Go" (com T-Pain)
- 2009 "Throw It in the Bag" (com The-Dream)
- 2009 "My Time" (com Jeremih)

## Filmografia
| Ano  | Título                  | Papel  | Notas        |
| ---- | ----------------------- | ------ | ------------ |
| 2006 | Scary Movie 4           | Gunman | Ele Mesmo    |
| 2009 | Loso's Way: The Movie   | Loso   | Protagonista |
| 2012 | Loso's Way 2: The Movie | Loso   | Protagonista |

| Ano        | Título         | Papel     | Notas                                               |
| ---------- | -------------- | --------- | --------------------------------------------------- |
| 2005       | The Apprentice | Ele Mesmo | (3 Temporada, episodio 1)                           |
| 2007, 2015 | Wild 'N Out    | Ele Mesmo | (4 Temporada, episode 5), (7 Temporada, episodio 1) |
| 2011       | The Game       | Ele Mesmo | (4 Temporada, episodio 8)                           |